# Roxelane (film)
Pour les articles homonymes, voir Roxelane (homonymie).

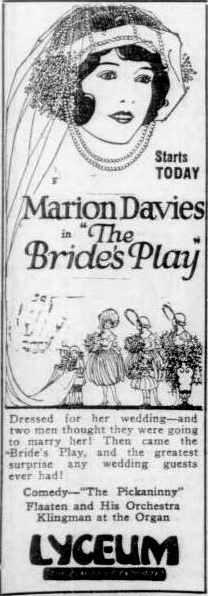
Réclame dans un journal pour le film

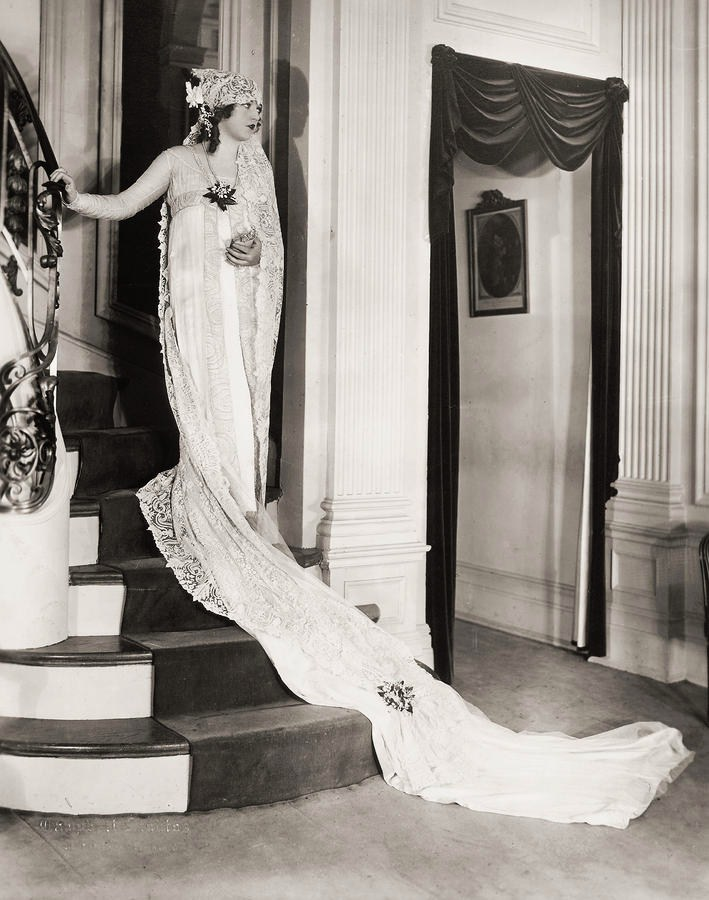
Marion Davies dans Bride's Play

Roxelane  (titre original : The Bride's Play) est un film américain réalisé par George Terwilliger, produit par William Randolph Hearst et sorti en 1922.
Le film est conservé à la Bibliothèque du Congrès.

## Fiche technique
- Titre original : The Bride's Play
- Réalisation : George Terwilliger
- Scénario : Mildred Considine d'après la pièce The Bride's Play de Brian Oswald Donn-Byrne[2]
- Photographie : Ira H. Morgan
- Producteur : William Randolph Hearst
- Société de production : Cosmopolitan Productions
- Société de distribution : Paramount Pictures[3]
- Pays de production :  États-Unis
- Langue : film muet avec les intertitres en anglais
- Format : Noir et blanc — 35 mm — 1,33:1 — Muet
- Genre : Film dramatique
- Durée: 72 minutes
- Dates de sortie : 
  - États-Unis : 22 janvier 1922
  - France : 13 octobre 1922

## Distribution
- Marion Davies : Enid of Cashell / Aileen Barrett
- John B. O'Brien : Marquis de Muckross
- Frank Shannon : Sir John Mansfield
- Wyndham Standing : Sir Fergus Cassidy
- Carl Miller : Bulmer Meade
- Richard Cummings : John Barrett
- Eleanor Middleton: Bridget
- Thea Talbot : Sybil
- John P. Wade : Sir Robert Fennell
- Julia Hurley : Peasant Woman
- George Spink : Meade's Butler
- Arthur Lake (non crédité)